# Osikov
Osikov – wieś (obec) na Słowacji, w kraju preszowskim w powiecie Bardejów.

## Położenie
Osikov leży u wschodnich podnóży Gór Czerchowskich, w lokalnym obniżeniu określanym jako Raslavická brázda. Zabudowania rozłożone są w większości wzdłuż płytkiej dolinki, która spływa Osikovský potok, prawostronny dopływ rzeki Sekčov.

## Historia
Została założona około połowy XIV w.. Pierwsze wzmianki o miejscowości pochodzą z roku 1372. W XVI w. wchodziła w skład feudalnego "państwa" z ośrodkiem w pobliskim Hertníku. Wśród jej właścicieli była m.in. rodzina Forgaczów. Poza skromnym rolnictwem i hodowlą mieszkańcy trudnili się głównie pracą w lasach (wyrąb drewna i wypalanie węgla drzewnego), pracowali w miejscowym tartaku, zajmowali się wyrobem gontów, koszykarstwem i furmanieniem. Obecnie większość z nich znajduje zatrudnienie w niedalekim Bardejowie.

## Demografia
Według danych z dnia 31 grudnia 2009 wieś zamieszkiwało 925 osób, w tym 495 kobiet i 457 mężczyzn.
W 2001 roku rozkład populacji względem narodowości i przynależności etnicznej wyglądał następująco:
- Słowacy – 99,33%
- Czesi – 0,22%
- Ukraińcy – 0,11%
- Węgrzy – 0,11%.

Dominującą religią był katolicyzm, który wyznawało 98,89% populacji

## Zabytki
- Kościół katolicki św. Michała Archanioła. Murowany,  pierwotnie gotycki, jednonawowy z wielobocznie zamkniętym prezbiterium, orientowany, przebudowany w stylu renesansowym w roku 1612. Odnawiany w II. połowie XVIII i w XIX w. Rozbudowany w II. połowie XX w. przez dostawienie nowej, większej nawy poprzecznie do starego korpusu. Wieża zwieńczona renesansową attyką, ozdobiona dekoracją sgraffitową[5].